# DeepDream
DeepDream ist eine Software des Google-Mitarbeiters Alexander Mordvintsev aus dem Bereich Computer Vision, die auf dem Prinzip eines künstlichen neuronalen Netzes basiert. Dabei wird ein Convolutional Neural Network, das eigentlich der Erkennung und Klassifizierung von Inhalten in Bildern dient, zur Veränderung des eingegebenen Bildes verwendet, wobei Strukturen in das Bild eingefügt werden, die beispielsweise Hunden oder Gebäuden ähnlich sehen. Da die Ergebnisse an das Erkennen von Gesichtern oder Tieren in Wolken erinnert (vgl. Pareidolie), wird dieser Prozess in den Medien gerne „das Träumen eines Computers“ genannt.

## Funktionsweise
Um solche Bilder zu erzeugen, wird zuerst ein neuronales Netz anhand von Beispielbildern so trainiert, dass es die in diesem Datensatz abgebildeten Objekte richtig erkennt. Dabei werden die Parameter des Netzes festgelegt. Anstatt mit diesem Netz nun Bilder zu klassifizieren, verändert DeepDream ein eingegebenes Bild so, dass ausgewählte Teile des Netzes besonders stark aktiviert werden. Der ursprüngliche Lernprozess wird jetzt quasi umgedreht: Hat man vorher Bilder von Hunden gehabt und die Parameter des Netzes so abgeändert, dass die Antwort für diese Eingangsdaten „Hund“ ergibt, nimmt man jetzt ein beliebiges Bild und lässt die Software das Bild so abändern, dass als Antwort des Netzes „Hund“ herauskommt. Dies ist jedoch eine grobe Vereinfachung, denn man kann nicht nur eine hohe Aktivierung bestimmter Ausgangsneuronen fordern, deren Antwort menschlich interpretierbar ist, sondern auch für verdeckte Schichten. Für diese ist meist nicht bekannt, welche Bildinhalte für eine hohe Aktivierung sorgen. Dies ist auch stark abhängig davon, mit welchen Bildern das Netz ursprünglich trainiert wurde. Mithilfe von DeepDream kann man dies jedoch visualisieren. Werden beispielsweise hohe Aktivierungen in Teilen der oberen Schichten des Netzes gefordert, sieht man im resultierenden Bild eher simplere Muster aus Kanten und Linien, da diese Teile des Netzes auf einfache Strukturen ansprechen. In tieferen Schichten werden dann komplexere Strukturen erkannt, weshalb in den resultierenden Bildern jene Objekte erkennbar werden, mit denen das Netz trainiert wurde.

## Nutzung zur Erzeugung von Computerkunst
Nachdem Google den Quellcode von DeepDream als Open Source veröffentlicht hatte, entstanden diverse Generatoren, mit denen der Nutzer Bilder künstlerisch verfremden kann. Die oft zitierte Ähnlichkeit der so kreierten Bilder zu LSD- und Psilocybin-induzierten Pseudohalluzinationen deutet auf eine funktionelle Ähnlichkeit zwischen künstlichen neuronalen Netzwerken und bestimmten Schichten des visuellen Kortex des Menschen hin.

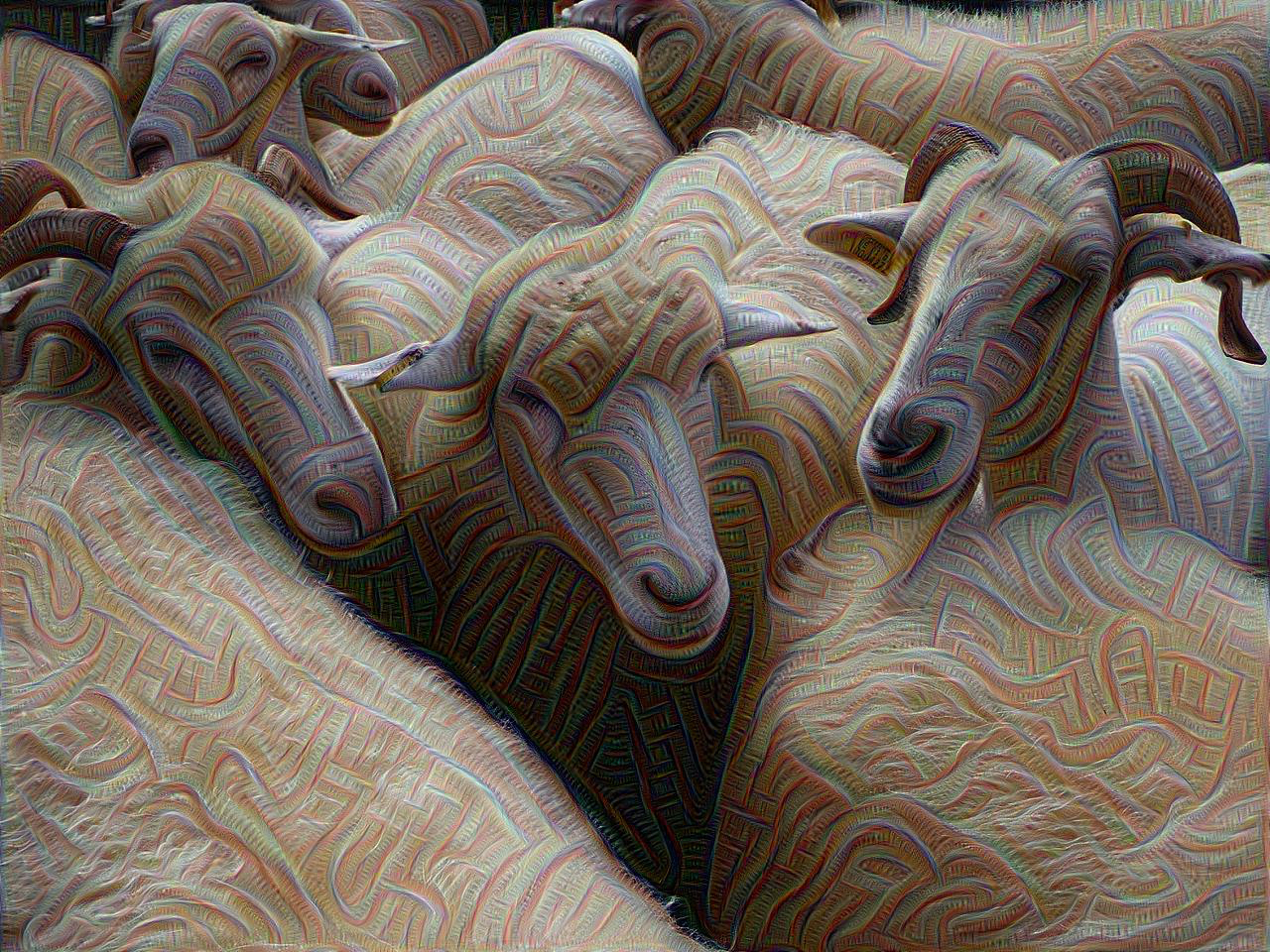
Beispiel eines DeepDream-Bilds, bei dem vermutlich die Aktivierung oberer Schichten des Netzes verstärkt wurde
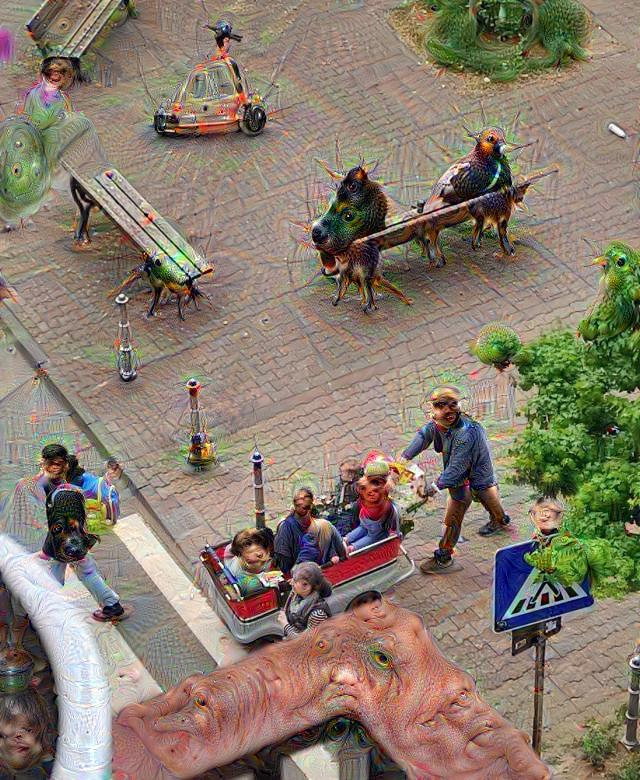
Einfache Muster führen zu komplexeren Strukturen
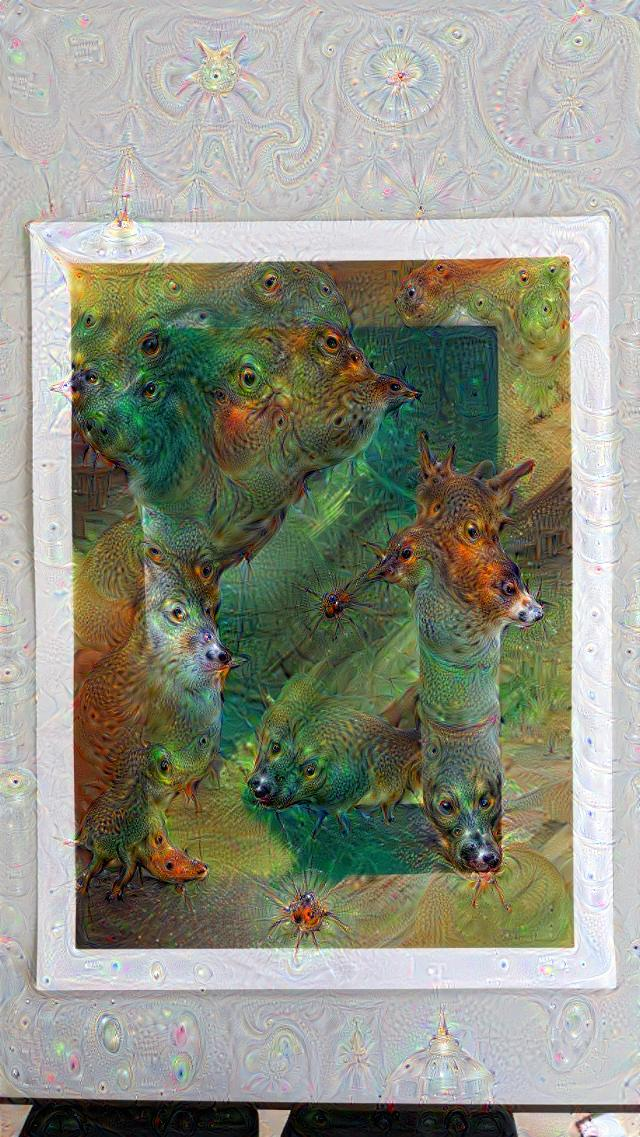
Mit DeepDream kann abstrakte Kunst konkrete Formen annehmen
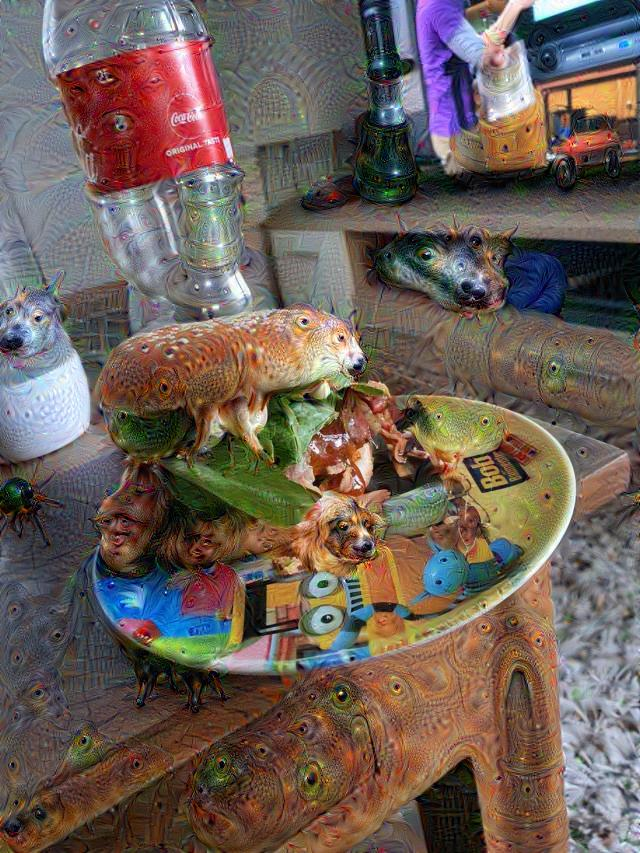
Fotografien von Essen werden nach einer Bearbeitung mit DeepDream tendenziell als eklig wahrgenommen
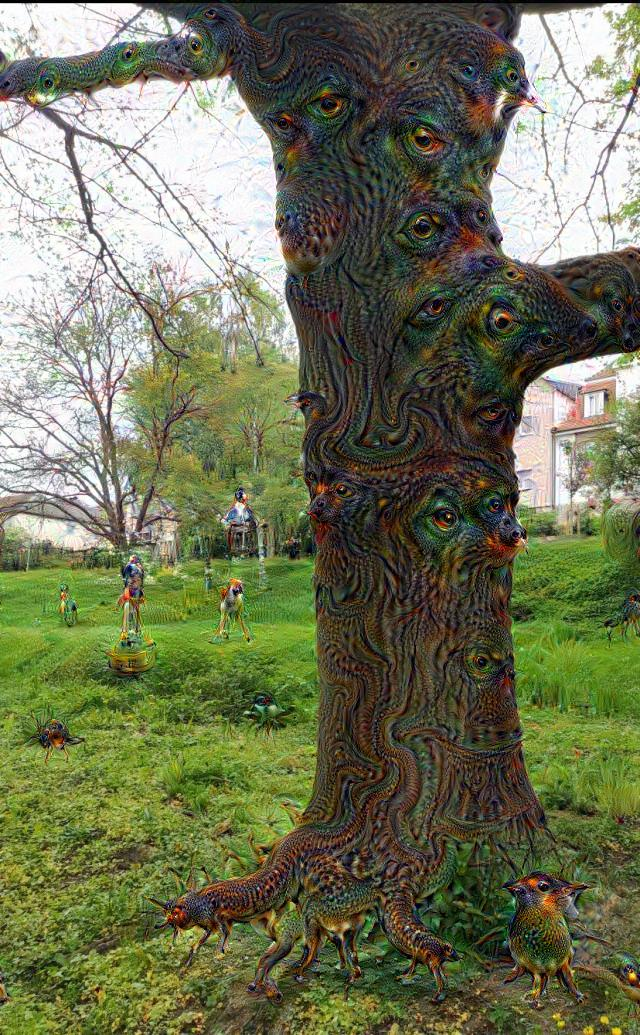
Pflanzen werden als Tiere interpretiert
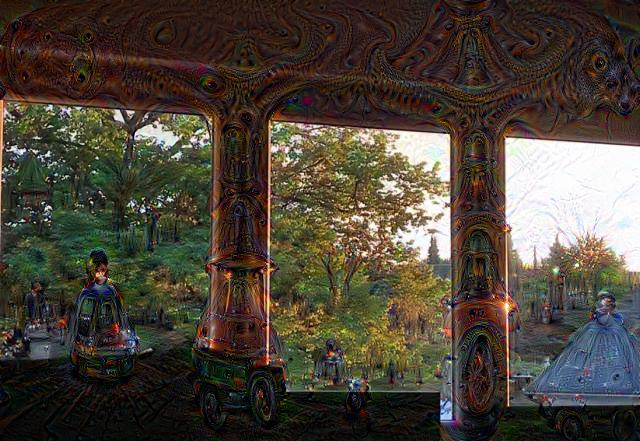
Phantastisch anmutende palastartige Strukturen können sich bei Gebäuden und Straßen ergeben
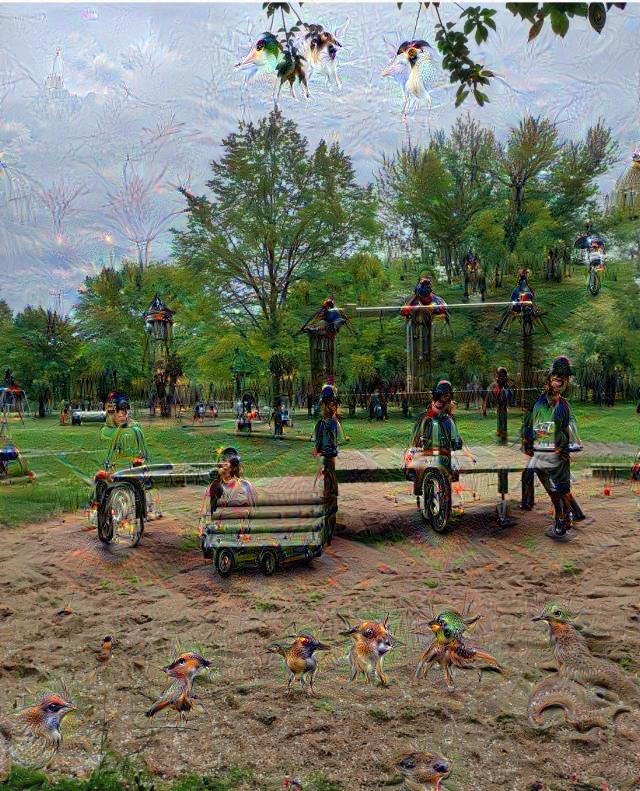
Szenerien wirken häufig surreal nach einer DeepDream-Bearbeitung

## Die Geschichte von DeepDream
Die Grundlage für die Entwicklung der DeepDream-Engine ist der große Fortschritt der neuronalen Netzwerke bei der Erkennung von graphischen und sprachlichen Mustern. Google rief dann das Programm Inceptionism ins Leben, um zu erfahren, wie man diese Fähigkeit der Mustererkennung ausbauen und verbessern kann. Daraus entstand die Software DeepDream, die Google im Sommer 2015 der Öffentlichkeit zugänglich machte.

## Der praktische Nutzen der Bilder-Generierung
Die Möglichkeit, mithilfe des neuronalen Netzes Bilder zu generieren, wurde ursprünglich nicht benutzt, um Computerkunst zu erschaffen. Die Entwickler wollten erforschen, ob die Software eine korrekte Vorstellung von einem Begriff entwickelt hat. Vereinfacht dargestelltes Beispiel: Die Erkennungssoftware wurde ausschließlich mit Bildern gefüttert, die Hunde mit Halsband zeigen. Das künstliche neuronale Netz hinter der Engine würde in diesem Fall zwangsläufig davon ausgehen, dass ein Halsband ein unabdingbarer Teil eines Hundes ist und würde ihn daher auch immer so darstellen.